# 9449 Petrbondy
9449 Petrbondy eller 1997 VU2 är en asteroid i huvudbältet som upptäcktes den 4 november 1997 av den tjeckiske astronomen Lenka Kotková vid Ondřejov-observatoriet. Den är uppkallad efter Petr Kalas.
Asteroiden har en diameter på ungefär 11 kilometer och den tillhör asteroidgruppen Eos.